# Cornelia (esposa de Julio César)
Cornelia Cina o Cinilla (96 a. C.-69 a. C. o 68 a. C.), hija de Lucio Cornelio Cina, uno de los principales líderes del partido de Cayo Mario. Casada en 83 a. C. con Julio César, cuando ella contaba con trece años de edad y él tenía diecisiete; tuvo con él una hija, Julia, a la que César casó con Pompeyo Magno en 59 a. C.

## Biografía
Debido a su parentesco con la viuda de Mario (su tía Julia) y a su alianza con la familia de Cina, César era el blanco perfecto de la venganza del dictador romano Lucio Cornelio Sila cuando este proscribió a los miembros del partido de Mario. Requerido para que repudiase a Cornelia, Julio César rehusó con altanería y prefirió huir de Roma, pasando varios meses en la clandestinidad antes de ser finalmente perdonado gracias a los potentes apoyos de su familia materna.
Cornelia murió dando a luz a los veintisiete o veintiocho años justo antes de la marcha de César para Hispania como cuestor. Tal como lo había hecho poco tiempo antes con su tía Julia, pronunció su elogio fúnebre en los rostra. No era la costumbre para una mujer tan joven y el pueblo vio en ello una señal de sensibilidad y de cariño. Es probable sin embargo que Julio César, que nunca actuaba sin pensar, aprovechara la ocasión para reafirmar sus juramentos políticos como lo había hecho en las exequias de su tía.